# Anne Marguerite Petit Du Noyer

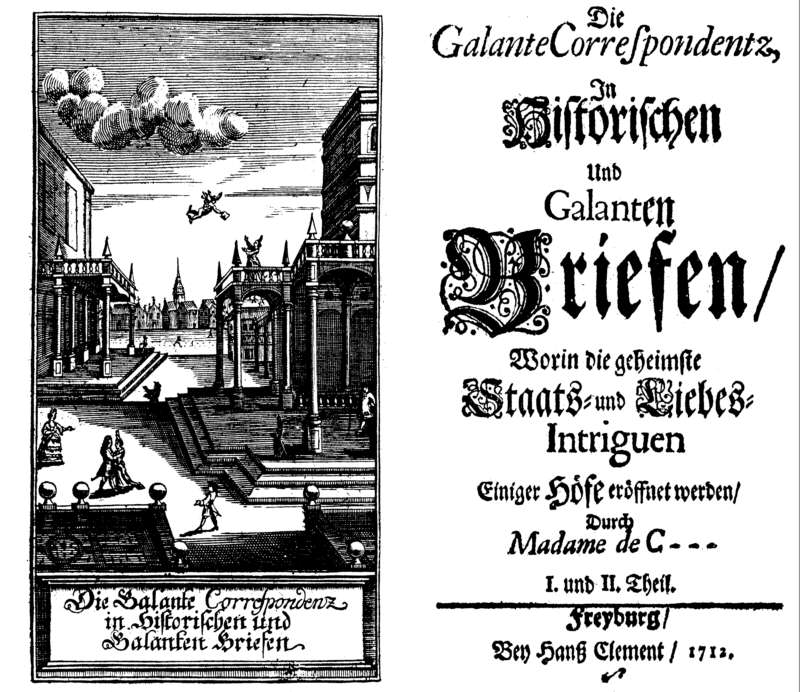
Zwischen Roman und offener Chronique Scandaleuse: Die galante Correspondentz, 1-2 (Freyburg, H. Clement, 1712) der Anne-Marguerite Petit DuNoyer

Anne-Marguerite Petit du Noyer (* 12. Juni 1663 in Nîmes; † Mai 1719 in Voorburg) war eine europaweit berühmte Journalistin, die besonders mit ihrer Berichterstattung von diplomatischen Geschehnissen rund um den Spanischen Erbfolgekrieg und seine Friedensverhandlungen von sich reden machte. 1686 heiratete sie Guillaume du Noyer. 1701 konvertierte sie aus der katholischen Konfession zurück in den calvinistischen Protestantismus, ihre ursprüngliche Konfession, und musste daraufhin Frankreich verlassen. Nach einem Aufenthalt in Genf zog sie nach Den Haag, das Zentrum niederländischer Außenpolitik, wo Voltaire sie 1713 besuchte. Eine Reihe von Zeitzeugnissen sind mit Charakterisierungen überliefert:

## Z. C. von Uffenbachs Notiz einer Begegnung in Den Haag 1710
Eine zufällige Begegnung vom 27. Dezember 1710 mit ihr beschreibt Zacharias Conrad von Uffenbach, im dritten Band seiner Merckwürdigen Reise:
Nachmittags waren wir in einigen Buchläden [Den Haags], in deren einem wir die durch ihre vielen Schriften bekannte Madame du Nöyer gesehen und gesprochen. Es ist eine alte, kleine, schwarze [bezieht sich auf Augen und Komplexion] und heßliche, aber schwazhafte und artige Frau. Sie schrieb in meiner Gegenwart, in dem Buchladen einen sehr zierlich Französischen Brief an einen Gelehrten in Amsterdam, den sie uns vorlase, und mit meinem Pettschaft, weil sie das ihrige nicht bey sich hatte, besiegelte. Wir mußten uns über ihre Geschwindigkeit und artige Einfälle verwundern. Sie defendirte darinnen einige Stellen in ihren Memoires, so diesem Freunde unglaublich vorkommen waren, auf eine sehr lebhafte Manier.

## Das der englischen Ausgabe ihrerBriefe1716 mitgegebene Charakterbild
Die englische Ausgabe ihrer Briefe Letters from a Lady at Paris to a Lady at Avignon, vol. 1 (London, W. Mears/J. Browne, 1716) bot einen skandalösen Lebenslauf – hier im zweisprachigen Text mit aller gebotenen Zurückhaltung bei der Faktenlage:
| SHE is about 60 Years of age; and has in her time, made a considerable Figure in France, where her Husband was concern'd in managing the Publick Revenues, in consequence of which he is now under Prosecution before the Chamber of Justice. What time this Lady left France, may be gather'd from her Writings. Religion was what she pretended for so doing, but her natural Inconstancy was the real Motive. She went to Holland with two Daughters and Money enough to have supported her honourably, if the desire of serving God in Spirit and in Truth, had been the sole Cause of her Flight: But her head continually running upon vast Undertakings, and filled with I know not what Ideas of Grandeur, she launch'd out into such profuse Expence, that instead of well settling her Daughters, when they were marriagable, she ruin'd their Reputation, and herself became a Prey to such as knew how to make Advantage of her weal side. Her eldest Daughter, who is called Eleonaora, a fair-complexion'd beautiful Woman, was very indifferently marry'd, and has since found means to return to her Father in Paris: The youngest, whom the Mother calls Pimpette, (instead of Olympia her true name) is a brown lively Woman and has marry'd a Footman, who pretended to be a German Count. She is still at the Hague with her Mother, as likewise a Daughter she has had by the Sham-Count, who is at this time a perfect Vagabond, and stroles about the Country for a livelyhood. Madam Du Noyer, notwithstanding the ill Posture of her Affairs, and tho' she is convinc'd that all the World knows the truth of the Story, will have er Daughter to be call'd after her Husband's name, the Countess of Winterfeld, and whenever she speaks of that Daughter absent or present, she always intitles her Madam la Comtesse. Madam Du Noyer, not knowing how otherwise to subsist, is reduced to write two Papers weekly, which she calls the Quintessence of News; this is worth 300 Florins Dutch, per Ann. which are paid duly by the Bookseller: And as she is very liberal of her Elogiums, this Paper gave her an Opportunity, during the Congress of Utrecht, to offer her Compliments to all the Ambassadors and their Ladies round; was a considerable advantage to her. Of all her former Estate, she has nothing left but about 60l. per Ann. the rent of two Houses, the one in the Town, and the other in the Country. She, however, has shewed her self very little concerned at all these Crosses of Fortune: And indeed as she herself is the only Cause of them, she would be very much in the wrong to let them sower her Temper: She has, on the contrary, rather chose to laugh it off, and has given so witty, so ingenious an Account of her Adventures, that it is impossible to read them without being very much moved in her behalf. There are in her Miscellaneous Works some exquisite Things, and many pieces of History, which one is so well pleased with being informed of, that one cannot help to favouring her with our good Wishes for having collected them. Her Letters are writ in so easy and so natural a Style, that we pass on from one to t'other without being in the least tired with what we read. To conclude, when we look into her Memoirs,' she there seems to justifie herself so fully, that unless one knew her, ne cou'd not help pitying her Condition. This shews that she is a Lady of a superiour Genius, let her use it ill or well: Her Manners are easie, her Conversation agreeable and entertaining; and whatsoever Subject she talks upon she always manages it with abundance of Justness. Her Person is not answerable to her Wit; she has formerly been tolerably handsome, and tho' low of Stature, and but indifferently shaped, had nothing disagreeable in her; but at present she is almost frightfully Ugly, being grown prodigiously Fat, and extremely Swarthy: However the Writings she has obliged the World with, ought to make amends for any thing that is amiss either in her Person or in her Conduct. | Sie ist etwa sechzig und machte zu ihrer Zeit eine ziemliche Figur in Frankreich wo ihr Ehemann damit betraut war die öffentlichen Einnahmen zu verwalten, eine Aufgabe, die ihm nun die Strafverfolgung der Justizkammer einbrachte. Wann diese Dame Frankreich verließ kann ihren Schriften entnommen werden. Sie gab religiöse Gründe dafür vor, ihr wahres Motiv war jedoch ihre Unbeständigkeit. Sie begab sich nach Holland mit zwei Töchtern und Geld genug um sich anständig zu situieren, wäre denn der Wunsch Gott in Geist und Wahrheit zu dienen der einzige Grund ihrer Flucht gewesen. Nachdem ihr Kopf aber auf große Unternehmungen ausgerichtet war, gefüllt mit ich weiß nicht was für Ideen von Glanz, riskierte sie eine solche Verschwendung, dass sie, statt ihre Töchter gut an den Mann zu bringen, so lange sie im heiratsfähigen Ater waren, deren Ruf ruinierte und selbst zum Opfer derer wurde, die es verstanden, ihre schwachen Seiten auszunutzen. Ihre älteste Tochter, Eleonora, eine schöne Frau von hellem Teint, fand sich höchst achtlos verheiratet, und hat seitdem Wege gefunden, zu ihrem Vater nach Paris zurückzukehren. Die jüngste, von ihrer Mutter Pimpette genannt (statt Olympia, wie sie eigentlich heißt) ist eine lebhafte Frau von dunklerem Typ und heiratete einen Boten, der vorgab ein deutscher Graf zu sein. Sie hält sich noch immer in Den Haag auf und lebt zusammen mit einer Tochter bei ihrer Mutter (Anm.: "Pimpette" stand im freundschaftlichen Briefwechsel mit Voltaire). Der angebliche Graf und Vater des Kindes ist mittlerweile ein vollkommener Vagabund und verdient sich sein Leben auf Reisen durchs Land. Madam Du Noyer besteht, obwohl ihre Privatangelegenheiten kein vorteilhaftes Licht auf sie werfen, und obwohl sie glaubt, dass alle Welt ihr Schicksal kennt, bei jeder Gelegenheit darauf, dass man ihre Tochter unter dem Namen des Gatten mit Gräfin von Winterfeld anspricht. Wann immer sie selbst von ihr spricht, ob in ihrer Ab- oder Anwesenheit, nie adressiert sie sie anders als Frau Gräfin. Nachdem sie nicht weiß, wovon sie sonst leben sollte, sieht Madam Du Noyer sich gezwungen, zwei wöchentliche Ausgaben eines Blattes zu füllen, das sie die Quintessenz der Neuigkeiten nennt. Das bringt ihr 300 niederländische Gulden (120 Reichstaler) pro Jahr ein, die ihr vom Buchhändler pünktlich ausgezahlt werden. Da sie mit lobhudelnden Bemerkungen in ihrem Blatt nicht spart, erhielt sie durch ihre Berichterstattung Zutritt zu den diplomatischen Kreisen, die in Utrecht den Frieden aushandelten, und Gelegenheit, sich mit allen Botschaftern und deren Damen bekannt zu machen, was sich als ziemlicher vorteilhaft erwies. Von ihrem gesamten früheren Besitz blieb ihr nicht mehr 60 Pfund pro Jahr (bei englischen Pfund wären das 266 Reichstaler, bei französischen 20), die Mieteinkunft aus zwei Häusern, eins in der Stadt, eines auf dem Land. Sie hat sich jedoch von ihrem Unglück wenig berührt gezeigt, und in der Tat, welchen Grund hätte sie dazu, sich verbittert zu zeigen, nachdem sie selbst die Urheberin ihrer Lage ist? Ganz im Gegenteil entschied sie sich dazu, über ihr Schicksal zu lachen und gab einen derart geistreichen Bericht ihrer Abenteuer, dass man diesen unmöglich lesen kann, ohne ihr gewogen zu sein. Ihre kleineren Arbeiten enthalten einige exquisite Dinge und viel Geschichte, über die man Dank ihr so gut informiert ist, dass man nicht anders kann, als ihr unsere Glückwünsche dazu auszusprechen, dass sie das alles sammelte. Ihre Briefe sind in einem so glatten und natürlichen Stil geschrieben, dass man sie durchgeht, ohne von der Lektüre im mindesten ermüdet zu werden. Schließlich, wenn wir in ihre Memoires sehen, dann gelingt es ihr darin, sich so sehr zu rechtfertigen, dass man, wüsste man nicht mehr von ihr, sie bedauern müsste. Das zeigt, sie ist eine Dame von höherem Genius, überlassen wir es ihr, diesen zum Guten oder zum Schlechten zu benutzen. Ihre Manieren sind umgänglich, ihre Konversation ist angenehm und unterhaltsam; und worüber auch immer sie spricht, gelingt es ihr immer, das mit einem Überfluss guten Urteils zu tun. Ihre Äußeres korrespondiert wenig mit ihren Verstandesgaben. Sie war früher einigermaßen hübsch, und auch wenn sie klein von Statur und von unbesonderer Figur ist, so hatte sie doch nichts Unangenehmes an sich. Mittlerweile ist sie jedoch fast erschreckend hässlich, nachdem sie unglaublich fett wurde, und dazu eine dunkle Hautfarbe entwickelte. Die Schriften, die sie der Welt zu Füßen legte, sollten allerdings alles wettmachen, was ihre Person oder ihre Conduite vermissen lassen. |

Über ihre Arbeiten hieß es im selben Zusammenhang (die Autorin dieser Zeilen ist mit einiger Wahrscheinlichkeit die englische Skandalautorin Delarivier Manley, die Seitenattacke auf Richard Steele lässt das vermuten):
| [...] they are full of those peculiar Beauties which reign in the best of the Fair Sex. The Subjects they turn upon, are the Loves and Intrigues of Persons of the first Quality in France, and these not derived from common Fame, and the general magazine of Scandal, but from the Knowledge of one, whose Interests and Pleasures lay mixt with theirs, and who receiving the Facts from the Fountain-Head, gave them only the Advantage of a good Dress, and conveyed them in an agreeable manner to the World. If Secrets of this Nature must come abroad, (and somehow or other they will) it is happy when they fall into the Hands of a witty and gallant Writer. One Degree less of good Sense, and good Nature, makes a vast difference in the Relater of a Story; and that which would please us very much if well told, disgusts us at the first view of Rigour or Partiality. For instance, we have in these Letters a very particular Account of Madam de Maintenon's Management of the late King of France; and yet there is nothing that can give the least Offence in so nice a Subject. The materials scatterd up and down in these Letters furnished Sir Richard Steele with two Guardians upon the Life and Conduct of that famous Lady. But we may say, without offence to that Gentleman, that the Stories are much more natural and agreeable in the manner which this Lady has related them, than in his Papers. | [...] sie sind erfasst von jenen besonderen Schönheiten, die in den Besten ihrer Geschlechtsgenossinnen anzutreffen sind. Ihre Themen sind die Liebe und Intrigen von Personen ersten Ranges in Frankreich doch sie schreibt dabei nicht dem gemeinen Ruhm verpflichtet aus dem allgemeinen Schatz der Skandale, sondern mit dem Wissen einer Autorin, die Interessen und die angenehmen Seiten des Lebens mit ihren Protagonisten teilt. Was sie von der Quelle direkt schöpft, kleidet sie vorteilhaft, um es in angenehmer Weise der Welt zu übergeben. Wenn Geheimnisse dieser Natur an die Öffentlichkeit kommen müssen (und auf die eine oder andere Weise werden sie es), dann ist es ein Glück, wenn sie in die Hände eines geistreichen und galanten Autors gelangen. Ob der, der hier schreibt, mit einem einzigen Grad weniger guten Urteils und guter Natur schreibt, macht einen gewaltigen Unterschied; und das, was uns auf das beste befriedigt, wenn es gut erzählt ist, erzeugt einen Ekel, wenn es auch nur vom leisesten Anflug der Einseitigkeit erfasst ist. Wir haben zum Beispiel in diesen Briefen einen sehr besonderen Bericht davon, wie Madam de Maintenon mit dem jüngst verstorbenen König von Frankreich umging; und doch ist darin nichts, das an dem so sensiblen Thema den geringsten Anstoß verursachen könnte. Die Materialien, die diese Briefe füllen, beschäftigten auch Sir Richard Steele in zwei seiner Guardians, die sich dem Leben und der Conduite dieser berühmten Dame widmeten. Aber wir können ohne diesen Herren beleidigen zu wollen, sagen, dass dieselben Geschichten weit angenehmer durch diese Autorin berichtet wurden, als in seinen Seiten. |